# Liste des députés de la Lozère
 (mai 2025).
Cet article dresse la liste des députés du département français de la Lozère.

## Chronologie depuis la Libération
(1) : Victor Gouton

## VeRépublique

### Irelégislature(1958-1962)
| Circonscription     | Identité                                                | Parti | À partir du     | Jusqu'au       | Note |
| ------------------- | ------------------------------------------------------- | ----- | --------------- | -------------- | ---- |
| 1re circonscription | Abbé Félix Viallet (suppléant : Adrien Durand)          | UNR   | 9 décembre 1958 | 9 octobre 1962 |      |
| 2e circonscription  | Henri Trémolet de Villers (suppléant : Gabriel Gourdon) | CNI   | 9 décembre 1958 | 9 octobre 1962 |      |

### IIelégislature(1962-1967)
| Circonscription     | Identité                                     | Parti       | À partir du     | Jusqu'au       | Note |
| ------------------- | -------------------------------------------- | ----------- | --------------- | -------------- | ---- |
| 1re circonscription | Pierre Couderc (suppléant : Auguste Aubazac) | RI          | 6 décembre 1962 | 2 avril 1967   |      |
| 2e circonscription  | Charles de Chambrun                          | MRP         | 6 décembre 1962 | 8 février 1966 | Gvt  |
| 2e circonscription  | Victor Gouton (suppléant)                    | Non-inscrit | 9 février 1966  | 2 avril 1967   |      |

### IIIelégislature(1967-1968)
| Circonscription     | Identité                                        | Parti | À partir du  | Jusqu'au    | Note |
| ------------------- | ----------------------------------------------- | ----- | ------------ | ----------- | ---- |
| 1re circonscription | Pierre Couderc (suppléant : Auguste Aubazac)    | RI    | 3 avril 1967 | 30 mai 1968 |      |
| 2e circonscription  | Charles de Chambrun (suppléant : Victor Gouton) | UDR   | 3 avril 1967 | 30 mai 1968 |      |

### IVelégislature(1968-1973)
| Circonscription     | Identité                                        | Parti | À partir du     | Jusqu'au       | Note |
| ------------------- | ----------------------------------------------- | ----- | --------------- | -------------- | ---- |
| 1re circonscription | Pierre Couderc (suppléant : Adrien Durand)      | RI    | 11 juillet 1968 | 1er avril 1973 |      |
| 2e circonscription  | Charles de Chambrun (suppléant : Victor Gouton) | UDR   | 11 juillet 1968 | 1er avril 1973 |      |

### Velégislature(1973-1978)
| Circonscription     | Identité                                 | Parti | À partir du  | Jusqu'au     | Note |
| ------------------- | ---------------------------------------- | ----- | ------------ | ------------ | ---- |
| 1re circonscription | Pierre Couderc (suppléant : René Aurand) | RI    | 2 avril 1973 | 2 avril 1978 |      |
| 2e circonscription  | Jacques Blanc                            | RI    | 2 avril 1973 | 1er mai 1977 | Gvt  |
| 2e circonscription  | Denis Salaville (suppléant)              | RI    | 2 mai 1977   | 2 avril 1978 |      |

### VIelégislature(1978-1981)
| Circonscription     | Identité                                    | Parti | À partir du  | Jusqu'au    | Note |
| ------------------- | ------------------------------------------- | ----- | ------------ | ----------- | ---- |
| 1re circonscription | Pierre Couderc (suppléant : René Aurand)    | UDF   | 3 avril 1978 | 22 mai 1981 |      |
| 2e circonscription  | Jacques Blanc (suppléant : Denis Salaville) | UDF   | 3 avril 1978 | 22 mai 1981 |      |

### VIIelégislature(1981-1986)
| Circonscription     | Identité                                        | Parti | À partir du    | Jusqu'au       | Note |
| ------------------- | ----------------------------------------------- | ----- | -------------- | -------------- | ---- |
| 1re circonscription | Adrien Durand (suppléant : Jean-Jacques Delmas) | UDF   | 2 juillet 1981 | 1er avril 1986 |      |
| 2e circonscription  | Jacques Blanc (suppléant : Denis Salaville)     | UDF   | 2 juillet 1981 | 1er avril 1986 |      |

### VIIIelégislature(1986-1988)
2 députés élus à la proportionnelle :
- Jacques Blanc (UDF)
- Adrien Durand (UDF)

### IXelégislature(1988-1993)
| Circonscription     | Identité                                             | Parti   | À partir du  | Jusqu'au       | Note |
| ------------------- | ---------------------------------------------------- | ------- | ------------ | -------------- | ---- |
| 1re circonscription | Adrien Durand (suppléant : Georges Meissonnier, RPR) | UDF-CDS | 23 juin 1988 | 1er avril 1993 |      |
| 2e circonscription  | Jacques Blanc (suppléant : Denis Salaville)          | UDF-PR  | 23 juin 1988 | 1er avril 1993 |      |

### Xelégislature(1993-1997)
| Circonscription     | Identité                                         | Parti   | À partir du  | Jusqu'au      | Note |
| ------------------- | ------------------------------------------------ | ------- | ------------ | ------------- | ---- |
| 1re circonscription | Jean-Jacques Delmas (suppléant : Robert Surjous) | UDF-CDS | 2 avril 1993 | 21 avril 1997 |      |
| 2e circonscription  | Jacques Blanc (suppléant : Denis Salaville)      | UDF-PR  | 2 avril 1993 | 21 avril 1997 |      |

### XIelégislature(1997-2002)
| Circonscription     | Identité                                          | Parti | À partir du  | Jusqu'au          | Note |
| ------------------- | ------------------------------------------------- | ----- | ------------ | ----------------- | ---- |
| 1re circonscription | Jean-Claude Chazal (suppléant : Jacques Gasperin) | PS    | 12 juin 1997 | 18 juin 2002      |      |
| 2e circonscription  | Jacques Blanc (suppléant : Denis Salaville)       | UDF   | 12 juin 1997 | 30 septembre 2001 | Snt  |

### XIIelégislature(2002-2007)
| Circonscription     | Identité                                                    | Parti        | À partir du  | Jusqu'au     | Note |
| ------------------- | ----------------------------------------------------------- | ------------ | ------------ | ------------ | ---- |
| 1re circonscription | Francis Saint-Léger (suppléant : Pierre Bonial)             | RPR puis UMP | 19 juin 2002 | 19 juin 2007 |      |
| 2e circonscription  | Pierre Morel-A-L'Huissier (suppléant : Jean-Paul Pourquier) | DL puis UMP  | 19 juin 2002 | 19 juin 2007 |      |

### XIIIelégislature(2007-2012)
| Circonscription     | Identité                                                    | Parti | À partir du  | Jusqu'au     | Note |
| ------------------- | ----------------------------------------------------------- | ----- | ------------ | ------------ | ---- |
| 1re circonscription | Francis Saint-Léger (suppléante : Josette Boissier)         | UMP   | 20 juin 2007 | 19 juin 2012 |      |
| 2e circonscription  | Pierre Morel-A-L'Huissier (suppléant : Jean-Paul Pourquier) | UMP   | 20 juin 2007 | 19 juin 2012 |      |

Une seule circonscription à partir de 2012.

### XIVelégislature(2012-2017)
| Circonscription     | Identité                                              | Parti | À partir du  | Jusqu'au     | Note |
| ------------------- | ----------------------------------------------------- | ----- | ------------ | ------------ | ---- |
| 1re circonscription | Pierre Morel-À-L'Huissier (suppléante : Sabine Dalle) | UMP   | 20 juin 2012 | 20 juin 2017 |      |

### XVelégislature(2017-2022)
| Circonscription        | Député                    | Parti | Parti | Suppléant    | Autre mandat      |
| ---------------------- | ------------------------- | ----- | ----- | ------------ | ----------------- |
| Circonscription unique | Pierre Morel-À-L'Huissier |       | LR    | Sabine Dalle | Maire de Fournels |

### XVIelégislature(2022-2024)
| Circonscription        | Député                    | Parti | Parti | Suppléant      | Autre mandat |
| ---------------------- | ------------------------- | ----- | ----- | -------------- | ------------ |
| Circonscription unique | Pierre Morel-À-L'Huissier |       | UDI   | Audrey Malaval |              |

### XVIIelégislature(depuis 2024)
| Circonscription        | Député        | Parti | Parti | Suppléant           | Autre mandat                                                                                              |
| ---------------------- | ------------- | ----- | ----- | ------------------- | --- |
| Circonscription unique | Sophie Pantel |       | PS    | Serge Gayssot (PCF) | Présidente du conseil départemental de la Lozère Conseillère départementale de Saint-Étienne-du-Valdonnez |

## IVeRépublique
Sous la IVe République, les élections législatives se déroulent sous forme de scrutin proportionnel plurinominal par département.

### Irelégislature (1946-1951)
Les deux députés élus sont, par ordre de restitution de la base Sycomore de l'Assemblée Nationale :
| Identité            | Parti    |
| ------------------- | -------- |
| Jean Mazel          | MRP      |
| Gilbert de Chambrun | app. PCF |

### IIelégislature (1951-1955)
Les 2 députés élus sont, par ordre de restitution de la base Sycomore de l'Assemblée Nationale :
| Identité            | Parti    |
| ------------------- | -------- |
| Jean Mazel          | MRP      |
| Gilbert de Chambrun | app. PCF |

### IIIelégislature (1956-1958)
Les 2 députés élus sont, par ordre de restitution de la base Sycomore de l'Assemblée Nationale :
| Identité                  | Parti |
| ------------------------- | ----- |
| Félix Viallet             | RS    |
| Henri Trémolet de Villers | IPAS  |

## Gouvernement provisoire de la République française

### Assemblée constituante de 1945
- Jean Mazel
- Gilbert de Chambrun

### Assemblée constituante de 1946
- Jean Mazel
- Gilbert de Chambrun

## IIIeRépublique

### Assemblée nationale (1871-1876)
- Anatole de Colombet de Landos, Extrême-droite
- Joseph Dominique Aldebert de Chambrun, Centre droit
- Théophile Roussel, Gauche républicaine

### Irelégislature (1876-1877)
- Xavier Bourrillon
- Charles de Chambrun
- Théophile Roussel

### IIelégislature (1877-1881)
- Charles de Chambrun, décédé en 1880, remplacé par Gustave Pelisse
- Amédée Monteils
- Théophile Roussel, élu sénateur en 1879, remplacé par Jean Belon

### IIIelégislature (1881-1885)
- Xavier Bourrillon
- Gustave Pelisse
- Jean Belon

### IVelégislature (1885-1889)
- Anatole de Colombet de Landos, invalidé en 1886
- Amédée Monteils, invalidé en 1886
- Eugène Joly de Morey, invalidé en 1886
- Louis Jourdan, élu en 1886
- Xavier Bourrillon, élu en 1886
- Gustave Pelisse, élu en 1886

### Velégislature (1889-1893)
- Florac : Louis Jourdan, Républicain
- Marvejols : Frédéric Grousset, Conservateur
- Mende : Anatole de Colombet de Landos, Monarchiste

Source : journal Le Temps du 24 septembre et du 8 octobre 1889 sur Gallica,.

### VIelégislature (1893-1898)
- Florac : Louis Jourdan, Républicain
- Mende : Maurice Bourrillon, Républicain
- Marvejols : Noël Auricoste, Républicain

Source : journal Le Temps du 22 août et du 5 septembre 1893 sur Gallica,.

### VIIelégislature (1898-1902)
- Marvejols : Pierre Pineton de Chambrun, Rallié
- Florac : Louis Jourdan, Radical
- Mende : Paulin Daudé-Gleize, Rallié

Source : journal Le Temps du 10 mai et du 24 mai 1898 sur Gallica,.

### VIIIelégislature (1902-1906)
- Marvejols : Pierre Pineton de Chambrun, Rallié
- Florac : Louis Jourdan, Radical, démissionne en 1905, remplacé par Louis Louis-Dreyfus, Radical Socialiste
- Mende : Paulin Daudé-Gleize, Nationaliste

Source : journal Le Temps du 29 avril et du 13 mai 1902 sur Gallica,.

### IXelégislature (1906-1910)
- Marvejols : Pierre Pineton de Chambrun, Républicain progressiste
- Florac : Louis Louis-Dreyfus, Radical socialiste
- Mende : Jacques Piou, Libéral

Sources : Journal Le Temps du 6 et du 22 mai 1906 sur Gallica - ,.

### Xelégislature (1910-1914)
- Marvejols : Pierre Pineton de Chambrun, Républicain progressiste
- Florac : Jean Monestier, Radical socialiste
- Mende : Jacques Piou, Action libérale

Sources : Journal Le Temps du 24 avril et du 8 mai 1910 sur Gallica - ,.

### XIelégislature (1914-1919)
- Marvejols : Pierre Pineton de Chambrun, Républicain de gauche (modéré)
- Florac : Jean Monestier, Radical socialiste
- Mende : Jacques Piou, Action libérale

Sources : Journal Le Temps du 28 avril et du 12 mai 1914 sur Gallica - ,.

### XIIelégislature (1919-1924)
Les élections législatives de 1919 sont organisées au scrutin proportionnel de liste. Elles marquent au niveau national la victoire du « Bloc national » de centre droit.
Liste d'Union républicaine
- Joseph Bonnet de Paillerets, Entente républicaine démocratique, maire de Marvejols
- Louis Bringer, Gauche républicaine démocratique
- Pierre Pineton de Chambrun, Républicain de gauche (modéré)

Source : Barodet sur le site de l'Assemblée Nationale - https://bibnum.sciencespo.fr/s/catalogue/ark:/46513/sc16m2kz#?c=&m=&s=&cv=

### XIIIelégislature (1924-1928)
Les élections législatives de 1924 sont organisées au scrutin proportionnel de liste. Elles marquent au niveau national la victoire du « Cartel des gauches ».
Liste d'Union républicaine
- Pierre Pineton de Chambrun, Républicain de gauche (modéré)
- Joseph Bonnet de Paillerets, Union républicaine démocratique
- Louis Bringer, Non-inscrit

Source : Barodet sur le site de l'Assemblée Nationale - https://bibnum.sciencespo.fr/s/catalogue/ark:/46513/sc16m1m0#?c=&m=&s=&cv=

### XIVelégislature (1928-1932)
Les élections législatives sont au scrutin d'arrondissement majoritaire à deux tours de 1928 à 1936.
- Florac : Charles Pomaret, Républicain socialiste et socialiste français
- Mende : Louis Bringer, Indépendant de Droite, élu Sénateur en 1932, non remplacé
- Marvejols : Pierre Pineton de Chambrun, Indépendant de Droite

Source : Élections législatives 22-29 avril 1928 de Georges Lachapelle - https://gallica.bnf.fr/ark:/12148/bpt6k320439r.texteImage#

### XVelégislature (1932-1936)
- Florac : Charles Pomaret, Parti républicain socialiste
- Mende : Édouard Bousquet, Fédération républicaine
- Marvejols : Pierre Pineton de Chambrun, Non-inscrit, élu sénateur en 1933, remplacé par Ernest de Framond de La Framondée, Fédération républicaine, élu le 2 avril 1933

### XVIelégislature (1936-1940)
- Florac : Charles Pomaret, Union socialiste républicaine
- Mzrvejols : Ernest de Framond de La Framondée, Fédération républicaine
- Mende : Édouard Bousquet, Fédération républicaine

## Second Empire

### Irelégislature(1852-1857)
- Charles-Léon de Verdelhan des Molles
- Fortuné Renouard

### IIelégislature(1857-1863)
- Joseph Dominique Aldebert de Chambrun

### IIIelégislature(1863-1869)
- Joseph Dominique Aldebert de Chambrun

### IVelégislature(1869-1870)
- Joseph Dominique Aldebert de Chambrun

## IIeRépublique
Élections au suffrage universel masculin à partir de 1848

### Assemblée nationale constituante (1848-1849)
- Charles-Léon de Verdelhan des Molles
- Fortuné Renouard
- Jean Joseph Marie Édouard Comandré
- Jean-Jacques Fayet

### Assemblée nationale législative (1849-1851)
- Théophile Roussel
- Fortuné Renouard
- François Justin Jaffard

## Chambre des députés (Monarchie de Juillet)

### IreLégislature(1830-1831)
- Antoine Chapel d'Espinassoux
- Jean-Pierre André

### IIeLégislature(1831-1834)
- Paul Rivière de Larque
- Louis Henri René Meynadier
- Marc-Antoine du Cayla de Montblanc démissionne en 1833, remplacé par Arsène Valette des Hermaux

### IIIeLégislature(1834-1837)
- Arsène Valette des Hermaux
- Paul Rivière de Larque
- Louis Henri René Meynadier

### IVeLégislature(1837-1839)
- Louis Henri René Meynadier
- Émile-Augustin Chazot
- Jean Adam Molette de Morangiès

### VeLégislature(1839-1842)
- Louis Henri René Meynadier
- Émile-Augustin Chazot
- Jean Adam Molette de Morangiès décédé en 1841, remplacé par Paul Rivière de Larque

### VIeLégislature(1842-1846)
- Louis Henri René Meynadier
- Jean-Pierre Toye
- Paul Rivière de Larque

### VIIeLégislature(17/08/1846-24/02/1848)
- Pierre Auguste Daudé
- Émile-Augustin Chazot
- Paul Rivière de Larque

## Chambre des députés des départements (2deRestauration)

### Velégislature(23 juin 1830-28 juillet 1830)
- Antoine Chapel d'Espinassoux
- Jean-Pierre André

### IVelégislature(1828-1830)
- Louis Bertrand Pierre Brun de Villeret
- Jean-Pierre André

### IIIelégislature(1824-1827)
- René de Pierre de Bernis
- Jean-Pierre André

### IIelégislature(1816-1823)
- René de Pierre de Bernis
- Jean-Pierre André
- Louis Bertrand Pierre Brun de Villeret

### Irelégislature(1815–1816)
- Barnabé Louis de Briges
- Jean-Pierre André

## Chambre des représentants (Cent-Jours)
- Pierre-Louis Cade
- Louis Broussous
- Etienne de Laporte-Belviala
- Pierre-Louis Valette

## Chambre des députés des départements (1reRestauration)
- Jean-André Barrot

## Corps législatif(1800-1814)
- Jean-André Barrot

## Conseil des Cinq-Cents(1795-1799)
- Jean-Pierre André
- Jean Pelet
- Pierre-Victor Monteil
- Pierre Guyot

## Convention nationale(1792-1795)
- Jean-André Barrot
- Jean Pelet
- Alexandre de Châteauneuf-Randon
- Pierre-Laurent Monestier
- Laurent Servière

## Assemblée législative(1791-1792)
- Emmanuel Chazot
- Pierre-Laurent Monestier
- François Lozeran de Fressac
- Raymond Sévène
- Joseph Domergue de Beauregard